# František Chvalovský
František Chvalovský (* 17. dubna 1954) je bývalý český fotbalový funkcionář. V letech 1990 až 2001 byl předsedou Fotbalové asociace České republiky (původně Českého fotbalového svazu, později Českomoravského fotbalového svazu). V letech 1996 až 2002 byl členem výkonného výboru UEFA. Byl majitelem fotbalového klubu FK Chmel Blšany, který senzačně přivedl do nejvyšší české soutěže, přestože Blšany mají jen okolo tisíce obyvatel.
V čele fotbalového svazu se dočkal úspěchů (především stříbrná medaile na mistrovství Evropy v roce 1996), ale byl i symbolem sporných podnikatelských metod 90. let, k čemuž poukázalo i to, že byl 27. února 2001, při odletu české reprezentace k přípravnému utkání do Makedonie, zatčen na letišti. Následně byl obviněn z úvěrového podvodu. Po zatčení odmítl odstoupit z funkce předsedy svazu a neučinil tak ani po vzetí do vazby, což mnozí kritizovali jako poškozování celého fotbalového hnutí. Nakonec ho z funkce musela odvolat valná hromada fotbalového svazu. Jeho kauza se vlekla 10 let, nicméně nakonec byl v roce 2011 odsouzen k deseti letům vězení. Chvalovský se dále odvolával, až ho zachránila amnestie končícího prezidenta Václava Klause.
Jeho syn Aleš Chvalovský se stal fotbalovým brankářem (i sám František Chvalovský jím v mládí byl, chytal za Blšany až do čtyřiceti let v nižších soutěžích).